# استخوان‌پولکیان
استخوان‌پولکیان (نام علمی: Osteolepidida) نام یک فراراسته از کلاد چهاراندام‌ریختان است.